# Grammy Award al miglior album blues
Il Grammy Award al miglior album blues (Grammy Award for Best Blues Album) era un premio Grammy assegnato ad artisti che hanno pubblicato album di genere blues.
Secondo le linee guida del 54° Grammy Award, la categoria era "per gli album che contengono almeno il 51% di nuove registrazioni blues vocali o strumentali"
Questo premio combinava le categorie precedenti miglior album blues tradizionale e miglior album blues contemporaneo. La Recording Academy ha deciso di creare questa nuova categoria dal 2012 affermando che c'erano "difficoltà nella distinzione tra blues contemporaneo e tradizionale", ma nel 2016 ha deciso di ristabilire le categorie separate.

## Vincitori e candidati

### Anni 2010
- 2012[1][2]
  - Revelator - Tedeschi Trucks Band
  - Low Country Blues - Gregg Allman
  - Roadside Attractions - Marcia Ball
  - Man in Motion - Warren Haynes
  - The Reflection - Keb' Mo'
- 2013[3][4]
  - Locked Down - Dr. John
  - 33⅓ - Shemekia Copeland
  - Let It Burn - Ruthie Foster
  - And Still I Rise - Heritage Blues Orchestra
  - Bring It On Home - Joan Osborne
- 2014[5][6]
  - Get Up! - Ben Harper con Charlie Musselwhite
  - Remembering Little Walter - Billy Boy Arnold, Charlie Musselwhite, Mark Hummel, Sugar Ray Norcia e James Harman
  - Cotton Mouth Man - James Cotton
  - Seesaw - Beth Hart e Joe Bonamassa
  - Down in Louisiana - Bobby Rush
- 2015[7][8][9]
  - Step Back - Johnny Winter
  - Common Ground: Dave Alvin & Phil Alvin Play and Sing the Songs of Big Bill Broonzy - Dave Alvin e Phil Alvin
  - Promise of a Brand New Day - Ruthie Foster
  - Juke Joint Chapel - Charlie Musselwhite
  - Decisions - Bobby Rush con Blinddog Smokin'
- 2016[10][11]
  - Born to Play Guitar - Buddy Guy
  - Descendants of Hill Country - Cedric Burnside Project
  - Outskirts of Love - Shemekia Copeland
  - Worthy - Bettye LaVette
  - Muddy Waters 100 - John Primer con vari artisti